# Бобулинська сільська рада
Бобу́линська сільська́ ра́да — колишня адміністративно-територіальна одиниця та орган місцевого самоврядування в Чортківському районі Тернопільської області. Адміністративний центр — с. Бобулинці.

## Загальні відомості
Бобулинська сільська рада утворена 2 квітня 1991 року.
- Територія ради: 15,21 км²
- Населення ради: 763 особи (станом на 2001 рік)
- Територією ради протікає річка Стрипа

До 19 липня 2020 р. належала до Бучацького району.
11 грудня 2020 р. увійшла до складу Бучацької міської громади.

## Населені пункти
Сільській раді були підпорядковані населені пункти:
- с. Бобулинці

## Географія
Бобулинська сільська рада межує з: Осовецькою і Киданівською сільрадами Бучацького району, Гвардійською сільрадою Теребовлянського району та Мозолівською і Голгочанською сільрадами Підгаєцького району.

## Склад ради
Рада складалася з 12 депутатів та голови.
- Голова ради:
- Секретар ради: Кавецька Марія Петрівна

### Керівний склад попередніх скликань
| Прізвище, ім'я, по батькові | Основні відомості                                    | Дата обрання | Дата звільнення |
| --------------------------- | ---------------------------------------------------- | ------------ | --------------- |
| Новіцький Йосип Петрович    | Сільський голова, 1952 року народження, безпартійний | 26.03.2006   | 31.10.2010      |

Примітка: таблиця складена за даними сайту Верховної Ради України

### Депутати
За результатами місцевих виборів 2010 року депутатами ради стали:

#### За суб'єктами висування
| Суб'єкт висування                                   | Кількість обраних депутатів | %  |
| --------------------------------------------------- | --------------------------- | -- |
| Самовисування                                       | 9                           | 75 |
| Політична партія Всеукраїнське об'єднання «Свобода» | 3                           | 25 |

#### За округами
| № округу                                            | Прізвище, ім'я, по батькові    | Дата визнання обраним | Освіта             | Партійна приналежність | Відомості про обраного депутата |
| --------------------------------------------------- | ------------------------------ | --------------------- | ------------------ | ---------------------- | ------------------------------- |
| Політична партія Всеукраїнське об'єднання «Свобода» |                                |                       |                    |                        |                                 |
| 1                                                   | Кавецька Марія Петрівна        | 04.11.2010            | середня спеціальна | позапартійна           |                                 |
| 3                                                   | Яцишин Михайло Петрович        | 04.11.2010            | середня спеціальна | позапартійний          | Львівська залізниця, провідник  |
| 4                                                   | Жирівська Ольга Орестівна      | 04.11.2010            | вища               | позапартійна           |                                 |
| Самовисування                                       |                                |                       |                    |                        |                                 |
| 2                                                   | Гой Іван Олегович              | 04.11.2010            | середня            | позапартійний          |                                 |
| 5                                                   | Ганджалас Василь Володимирович | 04.11.2010            | вища               | позапартійний          | загальноосвітня школа, директор |
| 6                                                   | Кулина Павло Васильович        | 04.11.2010            | середня спеціальна | позапартійний          |                                 |
| 7                                                   | Гойда Ольга Василівна          | 04.11.2010            | вища               | позапартійна           |                                 |
| 8                                                   | Назаровець Іван Богданович     | 04.11.2010            | середня            | позапартійний          | інститут, студент               |
| 9                                                   | Канак Ігор Тарасович           | 04.11.2010            | середня спеціальна | позапартійний          |                                 |
| 10                                                  | Чорній Богдан Степанович       | 04.11.2010            | середня спеціальна | позапартійний          |                                 |
| 11                                                  | Кафтан Іван Романович          | 04.11.2010            | середня спеціальна | позапартійний          |                                 |
| 12                                                  | Назаровець Марія Михайлівна    | 04.11.2010            | вища               | позапартійна           |                                 |